# Ellen Heijmerikx
Ellen Heijmerikx (Beverwijk, 27 maart 1963) is een Nederlandse schrijfster. Ze volgde diverse workshops in het schrijven van korte verhalen en kreeg les van schrijvers als Jan van Mersbergen en Ton Rozeman. In 2008 won ze bij de Avond van het Korte Verhaal de eerste Duizend Woorden Prijs voor haar verhaal De orka. Dit verhaal is een fragment uit haar debuutroman Blinde wereld, waarmee ze in 2010 de Academica Debutantenprijs won. Het boek is autobiografisch getint en gaat over een meisje dat opgroeit in een christelijke geloofsgemeenschap, de Noorse Broeders. In 2011 verscheen Wij dansen niet, een vervolg op Blinde wereld. Dit boek gaat (ook) over een gezin dat volledig in de ban raakt van een streng-religieuze geloofsgemeenschap en de vernietigende uitwerking daarvan op een jong meisje. Ellen Heijmerikx is getrouwd en heeft een zoon.